# اسلوپ کلاس کروزر
اسلوپ کلاس کروزر (به انگلیسی: Cruizer-class sloop) یک کلاس از اسلوپ‌ها است که طول آن ۱۶۰ فوت (۴۹ متر) می‌باشد.